# Западный Сианг
За́падный Сианг (англ. West Siang) — округ в центральной части индийского штата Аруначал-Прадеш. Образован 1 июля 1980 года в результате реорганизации округов штата. Административный центр — город Алонг. Площадь округа — 8325 км².

## Население
По данным всеиндийской переписи 2001 года население округа составляло 103 918 человек. Уровень грамотности взрослого населения составлял 59,5 %, что соответствовало среднеиндийскому уровню (59,5 %). Доля городского населения составляла 20,3 %.
В регионе проживают многочисленные группы ади, которые исповедуют религию Доньи-Поло, и народы мемба и кхамба, исповедующие тибетский буддизм. Некоторые из ади в последние годы перешли в христианство (баптизм).
В округе находится известный буддийский монастырь Мечука-гомпа.